# Estadio Excélsior
Estadio Excélsior – stadion piłkarski w Puerto Cortés, w Hondurasie. Został otwarty w 1960 roku. Może pomieścić 10 000 widzów. Swoje spotkania rozgrywa na nim drużyna Platense Puerto Cortés.